# Đội tuyển Davis Cup Costa Rica
Đội tuyển Davis Cup Costa Rica đại diện Costa Rica ở giải đấu quần vợt Davis Cup và được quản lý bởi Liên đoàn quần vợt Costa Rica.
Costa Rica hiện tại thi đấu ở Nhóm II khu vực châu Mỹ.  Đội có 5 lần vào đến Nhóm II nhưng chưa thắng được một trận nào ở hạng này.

## Lịch sử
Costa Rica lần đầu tiên tham gia Davis Cup vào năm 1990.

## Đội hình hiện tại (2016)
- Pablo Núñez (cầu thủ nghiệp dư)
- Ignaci Roca (cầu thủ nghiệp dư)
- Alvaro Riveros (cầu thủ nghiệp dư)
- Sebastian Quiros (cầu thủ nghiệp dư)